# Nick Marsman
Nick Marsman (født 1. oktober 1990) er en hollandsk professionel fodboldspiller, der spiller for FC Twente som målmand i den hollandske Eredivisie. Han har tidligere været på lån i Go Ahead Eagles.